# Szent Márton-templom (Bogács)
A Szent Márton-templom Tours-i Szent Márton tiszteletére felszentelt, gótikus stílusú műemlék templom Bogácson, amelynek pontos története, építésének körülményei nem ismertek. Az eredetileg román stílusú templom feltehetően a községgel közel egyidős épület, mivel Bogács első írásos említésekor, 1248-ban már jelenlegi helyén, bár közel sem jelenlegi formájában állt a templom, akkor még Szent György nevét viselve. A templom a község egyetlen műemléképülete, s egyben fontos turistacélpont a Bogácsra látogatóknak.

## A templom és Bogács a középkorban
Bogács község templomának legősibb részei tehát már 1248-ban álltak, bár a község egyházának hivatalos alapítása éve 1332, amiről az 1333–35-ből származó legrégebbi plébánia-összeírások tanúskodnak. A templom papja ezekben az esztendőkben 5-10 pápai tizedet fizetett, az ekkori tizedlajstromok még Bogath, Bukach, Boach, Boganch vagy éppen Bokoch néven emlegetik a települést.
A 13. században épült templomrészek feltehetően a következők: a sekrestye, a szentély, a kápolna és a torony egy bizonyos magasságban. A templom mellett már akkor létezett a régi temető, amelyet a templommal együtt kőfallal vettek körbe. A kápolna déli falának szerkezete azt sejteti, hogy ott korábban tágas bejárat lehetett, amit az idők folyamán befalaztak. A templom északi falával párhuzamosan, attól kb. 3 méternyire, a sekrestye sarkától indulva egészen a toronyig falmaradványok láthatóak. Ez két lehetőséget vet fel: az épület eredetileg vagy többhajós templom, vagy kolostor lehetett. Bár nem bizonyított tény, de korábban valószínűleg altemploma is volt az épületnek. A különböző templomrészek azt mutatják, hogy az építkezés – vagy az átépítés – mindenképpen több részletben mehetett végbe. A templom magaslati fekvése, tömör falszerkezete arra utal, hogy az épület valaha védelmi szerepet is betölthetett. A bogácsi templomtorony ma is több kilométerre ellátszik.

## A török hódoltság kora
1568-ban a település birtokosa, az egri főkáptalan leltárt állíttatott össze a templomról. E szerint a templom védőszentje még a 16. században is Szent György volt, s a főoltáron kívül két mellékoltára volt (az egyik Mihály arkangyal, a másik Mindenszentek tiszteletére emelve, a helyi pap saját költségén). A török hódoltság korából két ismeretlen ember falba vésett neve maradt az utókorra, a templom két különböző pontján, mindkettő 1671-ből – ez arra utalhat, hogy az érintett falrészek már ekkor, a 17. században elnyerték mai formájukat. Sajnos a templom későbbi bevakolása sokat rontott e leletek állapotán.
A templom ez időkben betöltött szerepére vonatkozóan érdekesség, hogy egyes feltételezések szerint a templom föld alatti összeköttetésben állhatott az egri várral.[forrás?]

## A templom újkori története

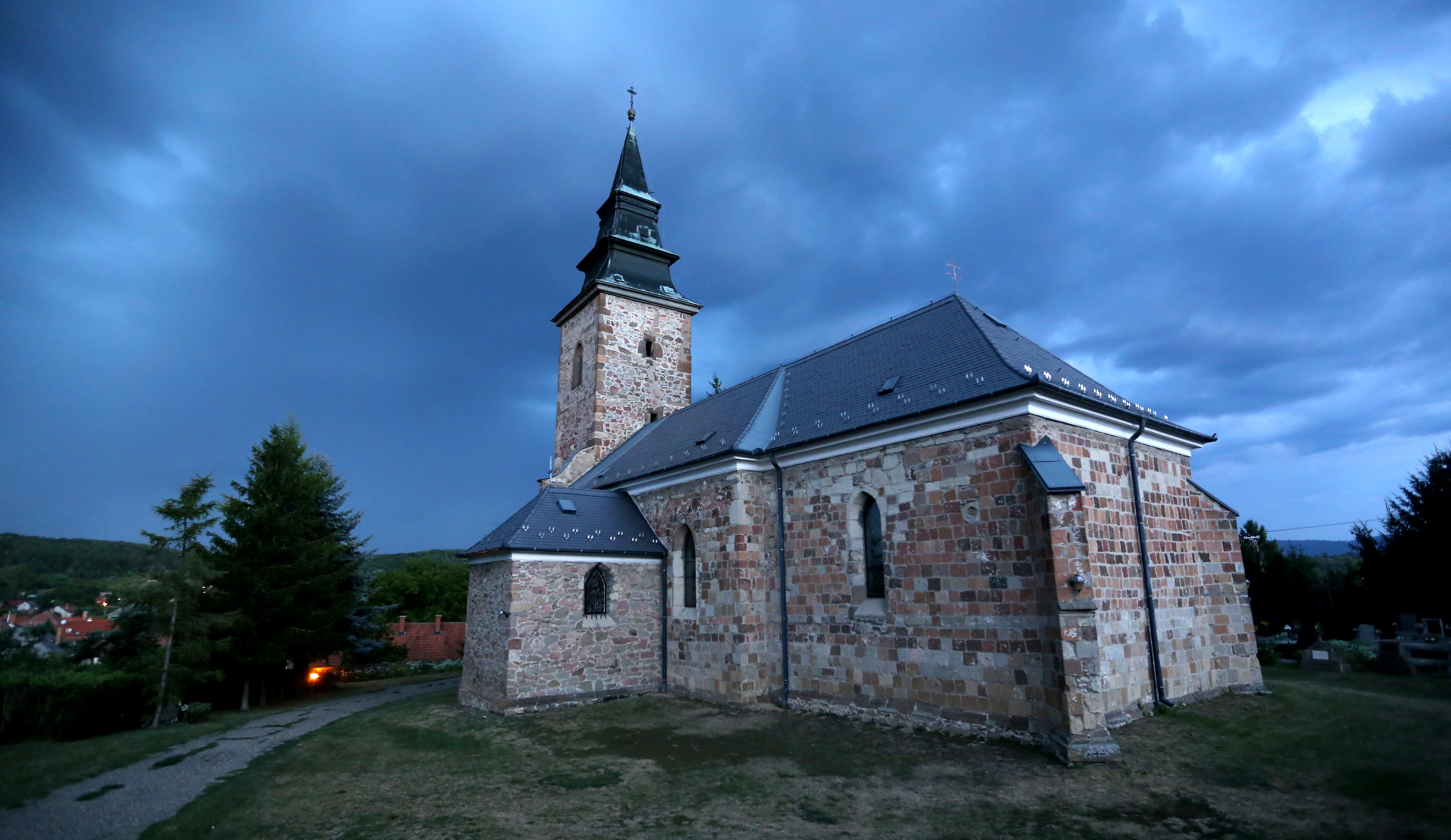
Vihar előtt - Szent Márton-templom

A 18. századból, vagyis a török uralom alóli felszabadulás utáni korból fennmaradt források már Szent Mártont említik, mint a templom védőszentjét. A török hódoltság végeztével, a csaknem teljesen elpusztított plébánia 1724-ig nem rendelkezett plébánossal. Ez évtől viszont megkezdődött a plébániai anyakönyvek vezetése is. Ekkoriban még (1775-ig) Szomolya, Noszvaj, Cserépfalu és Bükkzsérc községek is a bogácsi plébániához tartoztak.
1730-ban és 1739-ben a helyi hívek előtt előbb két kisebb, majd egy nagyobb harangot is öntöttek Szent Márton tiszteletére, amelyek azonban nem a mai harangok. 1762-ben a bogácsi hívek és az egri káptalan költségén pirosra festett zsindellyel fedték be a tornyot. Korabeli feljegyzések szerint a község lakossága ekkoriban színtisztán római katolikus vallású, példamutató, hithű közösség volt.
A 19. század legelején a templom mégis elhanyagolt állapotba került. Ezt javítandó 1800–1801 között az akkori plébános alapos átalakításokba kezdett. A templom többek között új zsindelytetőt kapott, de megerősítették a hajó mennyezetét is. A templom hajójának földjét Sály kőbányájából származó kvadrátkővel rakták ki, s új alapokra helyezték a kórust is. A munkálatok végzése közben - az akkor plébános feljegyzései szerint - a templomban nagyon sok emberi csontot találtak, különösen a kvadrátkőburkolat lerakása közben, amikor a föld két helyen is beszakadt, s kővel kirakott, falazott üregekre bukkantak. Ez tovább erősíti azt a feltételezést, hogy a templom alatt valaha létezett altemplom is.
A templomban ekkoriban négy, fából készült oltár volt található: a főoltár Szent Mártont ábrázolta, de ezen kívül Nepomuki Szent János, Szent Kereszt és Fájdalmas Anya oltárok is voltak az épületben. A ma is látható keresztelő kút, rajta keresztelő János szobrával, már ekkor megtalálható volt a templomban. 1801-ben a hajó mennyezetét és homlokzatát is kifestették. A mennyezetre újfent a templom védőszentjének, Szent Mártonnak a festménye került fel, de ma már sem ez, sem a homlokzati festmény nem látható.

## A templom a mai formájában
1824-ben készült a templom mellett álló Nepomuki Szent János szobra, mely idősebb Csiky János munkája, s amely 1970 óta áll a templomkertben, a bejárattól nem messze. A 19. század végén többször vihar rongálta meg a templomot, így leégett a torony, villámcsapás olvasztotta meg a harangokat, melyeket a hívek pótoltak. 1901-ben ismét felújították a templomot, ekkor került a Szent Mártont ábrázoló oltárkép a templomba. 1909-ben, 2806 koronáért a Rieger cégtől új orgonát vásároltak. A templomot 1925 tavaszán földrengés rongálta meg. 1928-ban kerültek a mai harangok a templomba.
1929-ben megerősítették a templom falait. 1940-ben kifestették a templomot, akkor készült a Jó pásztor című homlokzati kép, Takács István mezőkövesdi festőművész alkotása. 1951. június 20-án újra villámcsapás érte a templomot, mely a tetőben és az orgonában okozott károkat, de ezeket hamarosan ki is javították. 1972-ben a templom – részben az Országos Műemlék Felügyelet előírásai szerint – megújult. 1984-ben új sisakot kapott a torony, 1989-ben újra vakolták és meszelték a templom belső falait.
1992-93-ban nyerte el a szentély a mai alakját, a szembemiséző oltárt Csiki László kőfaragó mester bogácsi vörös-kőből faragta ki. A tabernákulum, a szószék és a felolvasó állvány Fülöp András munkája. 1995-ben kerültek új padok a templomba Németországból. 2000-ben, a 2000 éves római katolikus egyház tiszteletére a templom új tetőhéjazatot kapott, valamint belső meszelés történt, melynek során megújult a Takács István készítette homlokzati freskó is. A bogácsi templom ma már díszkivilágítással is rendelkezik, melynek köszönhetően éjszaka is messze látható a templomtorony.
2005-ben került a templomba a Bogácsi Madonna néven emlegetett, különleges múltra visszatekintő kegyeleti szobor. A 400-500 éves szobor származási helye feltehetően Anglia vagy Írország, amely előbb az Ibériai-félszigetre került, majd Nybérius Bertil magyar származású svéd állampolgár révén a bogácsi műemléktemplomba. A kegyeleti tárgynak külön oltárt állítottak, s a szobrot övező legendák, különös események révén mind a templom, mind pedig a község egyik új nevezetessége lett.
A templom környékén közigazgatási átalakításra is sor került az utóbbi években: a toronytól jobbra eső, a torony, a hajó, a kápolna és a templom mellett haladó út által körbezárt terület II. János Pál pápáról a II. János Pál tér nevet kapta. Ugyanitt, az út túloldalán, a temető és a templomkert között II. János Pál pápa boldoggá avatása kapcsán avattak emlékművet a lengyel-magyar barátság tiszteletére.